# فرانچسکو مولینا
فرانچسکو مولینا (اسپانیایی: Francisco Molina‎; ۲۹ مارس ۱۹۳۰ – ۱۴ نوامبر ۲۰۱۸) بازیکن فوتبال اهل اسپانیا بود.

## باشگاهی
از باشگاه‌هایی که در آن بازی کرده‌است می‌توان به باشگاه ورزشی آئوداکس ایتالیانو و باشگاه فوتبال اتلتیکو مادرید اشاره کرد.

## تیم ملی
وی همچنین در تیم ملی فوتبال شیلی بازی کرده‌است.